# Dacelo leachii
La cucaburra aliazul (Dacelo leachii) es una especie de ave coraciiforme de la familia Alcedinidae. Recibe su nombre científico en honor de William Elford Leach.

## Características
Es la menor de las cucaburras, con 40 cm de largo. Además de por el tamaño, se distingue también por su mayor abundancia de plumas azuladas, poseer ojos de color claro y carecer de máscara de ojo oscura.

## Distribución
Está restringida al sur de Nueva Guinea y al norte de Australia, desde el sur de Queensland hasta el cabo York y también hasta Australia Occidental y la bahía Shark.

## Subespecies
Se conocen seis subespecies de Dacelo leachii:
- Dacelo leachii superflua - sudoeste de Irian Jaya.
- Dacelo leachii intermedia - sur de Nueva Guinea.
- Dacelo leachii cliftoni - noroeste de Australia.
- Dacelo leachii kempi - islas del estrecho de Torres y noreste de Australia.
- Dacelo leachii cervina - isla Melville y zonas adyacentes de la costa húmeda del Territorio del Norte.
- Dacelo leachii leachii - noroeste de Australia.